# Clã Guthrie
O Clã Guthrie é um clã escocês da região das Terras Baixas, Escócia.
O atual chefe é Alexander Guthrie de Guthrie.